# Matthew Morrison (album)
Matthew Morrison è l'album di debutto dell'attore e cantante Matthew Morrison, pubblicato su etichetta Mercury Records il 10 maggio 2011.
L'album vede la partecipazione di diversi artisti, come Sting, Elton John e Gwyneth Paltrow. L'album è stato anticipato dal singolo Summer Rain, reso disponibile per il download digitale dall'8 marzo 2011.

## Tracce
1. Summer Rain – 3:32 (testo: Matthew Morrison, Espen Lind, Amund Bjørklund, Claude Kelly)
2. Still Got Tonight – 4:29 (Andrew Frampton, Steve Kipner, Kris Allen)
3. Let Your Soul Be Your Pilot – 5:30 (Sting) – duetto con Sting
4. My Name – 3:22 (Matthew Morrison, Eg White)
5. Hey – 3:19 (testo: Matthew Morrison, Kristian Lundin, Carl Falk, JC Chasez)
6. Somewhere Over the Rainbow – 4:43 (Harold Arlen, E. Y. Harburg) – duetto con Gwyneth Paltrow
7. Don't Stop Dancing – 2:53 (JC Chasez, Matt Squire, Lindy Robbins)
8. It Don't Matter to the Sun – 4:32 (Gordon Kennedy, Tommy Sims, Wayne Kirkpatrick)
9. Mona Lisas and Mad Hatters / Rocket Man – 6:51 (Elton John, Bernie Taupin) – duetto con Elton John
10. I'ts Over – 2:23 (Matthew Morrison, Marc Shaiman)

iTunes bonus track
1. A Boy Can Dream – 3:28

Amazon MP3 bonus track
1. Arms of a Woman – 4:12